# Větrný
Der Větrný (deutsch Lichtenberg) ist ein 1051 Meter hoher Berg des Böhmerwaldes in Tschechien. Er liegt 3,5 Kilometer östlich der Stadt Volary (Wallern). Der Berg ist mit Fichten bewaldet. Die steileren Hänge im Westen sind mit verstreuten Trümmern und kleinen Felsen bedeckt. Ein Teil der Wiesen der flacheren Süd- und Osthänge ist durch das Naturschutzgebiet Národní přírodní památka Prameniště Blanice geschützt.
Auf einer Terrasse am Nordosthang befindet sich der Weiler Svatá Magdaléna (Sankt Magdalena), der aus der gleichnamigen Wallfahrtskirche und wenigen Häusern besteht. In der Zeit des Kalten Krieges bestand in der Nähe eine überdachte Raketenwerferstellung mit Bunkern. Der höchste Punkt in der Umgebung ist der 1264 Meter hohe Bobík (Schreiner), der acht Kilometer entfernt in nordwestlicher Richtung liegt. Die Gegend um den Větrný ist mit 16 Einwohner pro Quadratkilometer dünn besiedelt.
Ein grün markierter Wanderweg Richtung Arnoštov führt von Volary zum Větrný.